# 洪湾站
洪湾站（福州話：/huŋ˥˥ uaŋ˥˥/）位于中华人民共和国福建省福州市仓山区金祥路与洪湾路交叉口，是福州地铁2号线的地铁车站，于2019年4月26日启用。

## 车站结构
洪湾站位于金祥路与洪湾路交叉口下方，站位呈东西走向，主体结构为单柱双跨地下二层车站，地下一层为站厅层，地下二层为站台层，岛式站台。
| 地面层   | 出入口                               |  | 出入口                 |
| 地下一层 | 站厅                                 |  | 票务服务、自动售票机   |
| 地下二层 | 1                                    |  | 2号线 往苏洋（桔园洲） |
| 地下二层 | 岛式站台，列车运行方向左侧的车门开启 |  |                        |
| 地下二层 | 2                                    |  | 2号线 往洋里（金山）   |

### 站厅
洪湾站站厅采用白色直线型吊顶与白色搪瓷板装修，设客服中心1处，位于车站中部，服务设施规划设置智能导乘机、自动售货机、自動櫃員機与自助充值机，B出入口通道旁规划设有便利店，B出入口通道设有洗手间。

### 站台
洪湾站共设置2个分别来往于苏洋、洋里的2号线站台，采用岛式站台设计。车站站台采用白色直线型吊顶与白色搪瓷板装修，服务设施规划设有智能导乘机、自动售货机。

### 出入口与周边
洪湾站共设有4个出入口，两个位于路口的东南象限，剩余两个分别位于路口的西南、西北象限，A出入口为纯楼梯出入口，无障碍电梯设置于C出入口。
| 洪湾站出入口信息            | 洪湾站出入口信息 | 洪湾站出入口信息               | 洪湾站出入口信息                   | 洪湾站出入口信息 |
| --------------------------- | ---------------- | ------------------------------ | ---------------------------------- | ---------------- |
|                             |                  |                                |                                    |                  |
| 编号                        | 设施             | 位置                           | 接驳交通                           | 照片             |
| 出口 · A                    |                  | 金祥路洪湾路口东南侧，金祥路边 | 上雁路口、秋爽苑                   |                  |
| 出口 · B                    |                  | 金祥路洪湾路口西北侧           | 花溪路口、洪湾路口                 |                  |
| 出口 · C                    |                  | 金祥路洪湾路口西南侧           | 洪湾地铁站、金山公园北门、花溪路口 |                  |
| 出口 · D                    |                  | 金祥路洪湾路口东南侧，洪湾路边 | 洪湾地铁站                         |                  |
| 注： 设有电梯 \| 设有卫生间 |                  |                                |                                    |                  |

## 历史
- 2016年2月27日，洪湾站开始围挡施工。[5]
- 2016年8月19日，洪湾站开始二期围挡施工，占用了金祥路洪湾中路口至上雁路口段的全部机动车道。[6]
- 2017年10月，洪湾站主体结构封顶。[7]
- 2019年1月18日，洪湾站正式由福州中电科轨道交通公司接管，系2号线首个接管的车站。[8]
- 2019年4月26日，洪湾站启用。[1]